# Brenchley
Brenchley est un village du Kent, en Angleterre.